# Jouez bouzouki
Jouez bouzouki est une chanson de Dalida sortie en 1982. La chanson s'est classée à la 8e position du hit-parade au Québec en 1982.